# Xã Eldridge, Quận Laclede, Missouri
Xã Eldridge (tiếng Anh: Eldridge Township) là một xã thuộc quận Laclede, tiểu bang Missouri, Hoa Kỳ. Năm 2010, dân số của xã này là 900 người.